# Cdc14
Cdc14（cell division cycle 14）は大部分の真核生物に存在するタンパク質であり、リーランド・ハートウェルによる出芽酵母Saccharomyces cerevisiaeの細胞周期制御遺伝子座に関する有名なスクリーニング実験を通じて発見された。後に、Cdc14はプロテインホスファターゼであるとが示された。Cdc14は二重特異性ホスファターゼ、すなわちリン酸化セリン/スレオニン、リン酸化チロシンの双方に対して活性を有するホスファターゼであり、プロリンに隣接して位置するセリンに対する選択性が報告されている。初期の多くの研究、特に出芽酵母での研究により、Cdc14は有糸分裂の終盤の過程の調節に重要な役割を果たしていることが示されている。しかしながら、近年に行われたさまざまな系での研究により、その機能はより複雑なものであることが示唆されている。

## 機能
Cdc14の活性に関する研究は、出芽酵母で最も多くの研究が行われており、理解が進んでいる。出芽酵母のCdc14（ScCdc14）の活性は、サイクリン依存性キナーゼであるCdk1の標的を脱リン酸化することで有糸分裂の終結をもたらす。Cdc14は、後期促進複合体（APC）の調節因子であるCdh1の脱リン酸化を介して、Cdk1の結合パートナーであるサイクリン（サイクリンB）の分解を促進することでCdk1に対抗する。また、Cdc14はCdk1の阻害因子であるSic1を脱リン酸化して安定化し、さらにSwi5を脱リン酸化することでSic1の転写を高める。
こうした当初のいわば単純な有糸分裂終結モデルは、有糸分裂時におけるScCdc14の新たな役割が発見されたことにより、より複雑なものとなっている。ScCdc14には紡錘体の安定化や、細胞質分裂の調節、rDNAやテロメアの分離の調節といった役割が発見され、細胞周期やDNA複製を調節するタンパク質や、紡錘体やキネトコアに結合するタンパク質と結合することが報告されている。またCdc14はRNAポリメラーゼIを阻害し、コンデンシンがrDNA領域へ結合する際の妨げとなるrRNAを除去することで、完全な染色体分離を補助しているようである。
他の酵母での研究により、Cdc14の役割に関する理解はさらに複雑なものとなっている。分裂酵母Schizosaccharomyces pombeのCdc14オルソログの変異体は、出芽酵母とは異なり有糸分裂の終結は正常に進行するものの、隔壁の形成や細胞質分裂に変化が生じる。また、このタンパク質はCdk1オルソログを調節するものの、出芽酵母で生じるようなSic1やCdh1オルソログの脱リン酸化ではなく、Cdc25ホスファターゼのダウンレギュレーションによってCdk1オルソログの不活性化を促進する。カンジダ・アルビカンスCandida albicansにおいても同様に、Cdc14は核膜形成と細胞質分裂に関与しているが、有糸分裂の終結には関与していない。
動物の系でのCdc14の研究により、Cdc14に関するストーリーはさらに混乱したものとなっている。動物ではCdc14の遺伝子は最大で3種類に分岐し、さらに複数のスプライスバリアントが存在しており、それぞれ機能や局在が分かれているようである。また、いくつかの重要な研究では矛盾する結果が報告されている。線虫Caenorhabditis elegansは1種類のCdc14（CeCdc14）を産生し、このタンパク質は有糸分裂時には紡錘体と中心体に、間期には細胞質に局在している。CeCdc14に対するRNAi研究の1つでは細胞質分裂の欠陥が引き起こされており、アフリカツメガエルXenopus laevisでの同様の研究でも一致する結果が得られている。しかしながら、別のRNAi研究では欠陥はみられず、最初の実験で得られた結果は多量のオリゴヌクレオチドの使用によるオフターゲット効果であることが示唆されている。ヒトのCdc14（hCdc14）に関する実験でも矛盾する結果が報告されている。CeCdc14とは異なり、hCdc14Aは有糸分裂時には中心体には局在せず、間期には細胞質と中心体に局在している。hCdc14Bは、ある研究ではScCdc14と同様に（CeCdc14とは異なり）主に核小体に局在することが示されており、他の研究では核内繊維と紡錘体上に検出されている。
RNAiによるhCdc14AとhCdc14Bの枯渇実験では中心小体の複製、細胞周期の進行、有糸分裂の終結に欠陥が引き起こされているが、これらの遺伝子を欠失させた細胞では成長や有糸分裂に欠陥がみられず、またhCdc14AとhCdc14Bのコンディショナルノックアウト細胞でも同様に細胞周期の欠陥はみられない。ニワトリのノックアウト細胞株でも細胞周期の進行、有糸分裂の開始や終結、細胞質分裂、中心体の挙動に欠陥はみられない。一方、Cdc14がDNA損傷チェックポイントに関与している可能性を示す証拠が得られている。
真核生物のCdc14の新たな役割は、さらにジャガイモ飢饉の原因として知られる真核微生物であるジャガイモ疫病菌Phytophthora infestansの研究からも示唆された。上述したいくつかの生物種は系統学的に比較的近縁（真菌/後生動物に属する）であるのに対し、P. infestansは卵菌に分類され、珪藻や褐藻とともにストラメノパイルに属する種であり、進化的に大きく異なる。P. infestansのCdc14（PiCdc14）の発現は、真菌や後生動物のように細胞周期を通じて転写され翻訳後段階で調節されているのではなく、強力な転写制御下に置かれており、また有糸分裂の大部分が行われる菌糸では発現していない。PiCdc14は2本の鞭毛を持つ遊走子（zoospore）などの無性胞子の形成時に産生され、鞭毛基部の基底小体付近に蓄積することが知られている。真菌や動物においてCdc14がさまざまな役割を担っていることと照らし合わせると、P. infestansのデータはCdc14の太古の役割が真核生物の鞭毛段階に関するものであったことを示唆している。この仮説を支持するデータは後にゼブラフィッシュにおける研究からも得られ、そのCdc14タンパク質は基底小体に局在し、繊毛形成に関与していることが示された。
また、Cdc14は出芽酵母では減数分裂時の重要段階の調節にも関与している。PP2Aの調節サブユニットであるCdc55は、減数分裂の初期段階でCdc14を核小体へ隔離する。Cdc14の隔離は第一減数分裂時の紡錘体の組み立てに必要であるが、染色体分離には必須ではない。Cdc14の放出はFEAR複合体（cdc Fourteen Early Anaphase Release）タンパク質であるSlk19とSpo12によって調節されている。Cdc14が核小体から放出されることでCdk1の不活性化が引き起こされ、最終的に第一分裂後期の紡錘体の解体が引き起こされる。Cdc14もしくはSlk19とSpo12を枯渇させた細胞では減数分裂に異常が生じ、分裂は1度しか起こらず、染色体分離も異常となる。この異常は第一分裂後期の紡錘体の解体の遅れが原因となっている。一方で染色体の分離は継続し、第一分裂の紡錘体で2段階の分離が行われる。Cdc14はSlk19やSpo12とともに、減数分裂時に2段階の染色体分離が適切に続けて起こるよう保証する重要な役割を担っている。

## 進化を通じたCdc14の分布
Cdc14は真核生物に広く分布しており、大部分の生物種に存在するが、ゲノムが配列決定された全ての種で見つかっているわけではない。アルベオラータ、動物、菌類、トリパノソーマ、下等植物には1つもしくは複数のCdc14遺伝子が存在する。しかしながら、高等植物、紅藻、粘菌など一部の系統ではCdc14遺伝子は失われているようである。Cdc14が存在する生物種と鞭毛または繊毛を形成する生物種には、かなり高い相関がみられる。このことは、Cdc14の古い役割と関係している可能性がある。進化の過程で、鞭毛を固定する基底小体もしくは中心小体が有糸分裂に関与するものとして最初に出現したかどうかには議論があるが、ある仮説では、まず鞭毛は運動性や感覚を担うオルガネラとして進化し、その後に基底小体が有糸分裂に関与するよう共進化したと考えられている。Cdc14の機能は、こうしたオルガネラの進化の過程で異なる機能へ適応したものである可能性がある。

## 調節
出芽酵母では、Cdc14は競合的阻害因子であるCfi/Net1によって調節されており、このタンパク質はCdc14を核小体へ局在させる。有糸分裂後期には、Cdc14は解放され、細胞全体へ拡散する。この核小体からの放出は、FEARとMEN（Mitotic Exit Network）と呼ばれる2つのネットワークによって媒介されている。これらのネットワークは複雑であるが、Cfi/Net1またはCdc14のリン酸化を引き起こし、複合体の解離をもたらすと考えられている。分裂酵母では、Cdk1によるCdc14オルソログのリン酸化によって、ホスファターゼの触媒活性が直接的に阻害されることが知られている。